# 까뽕군

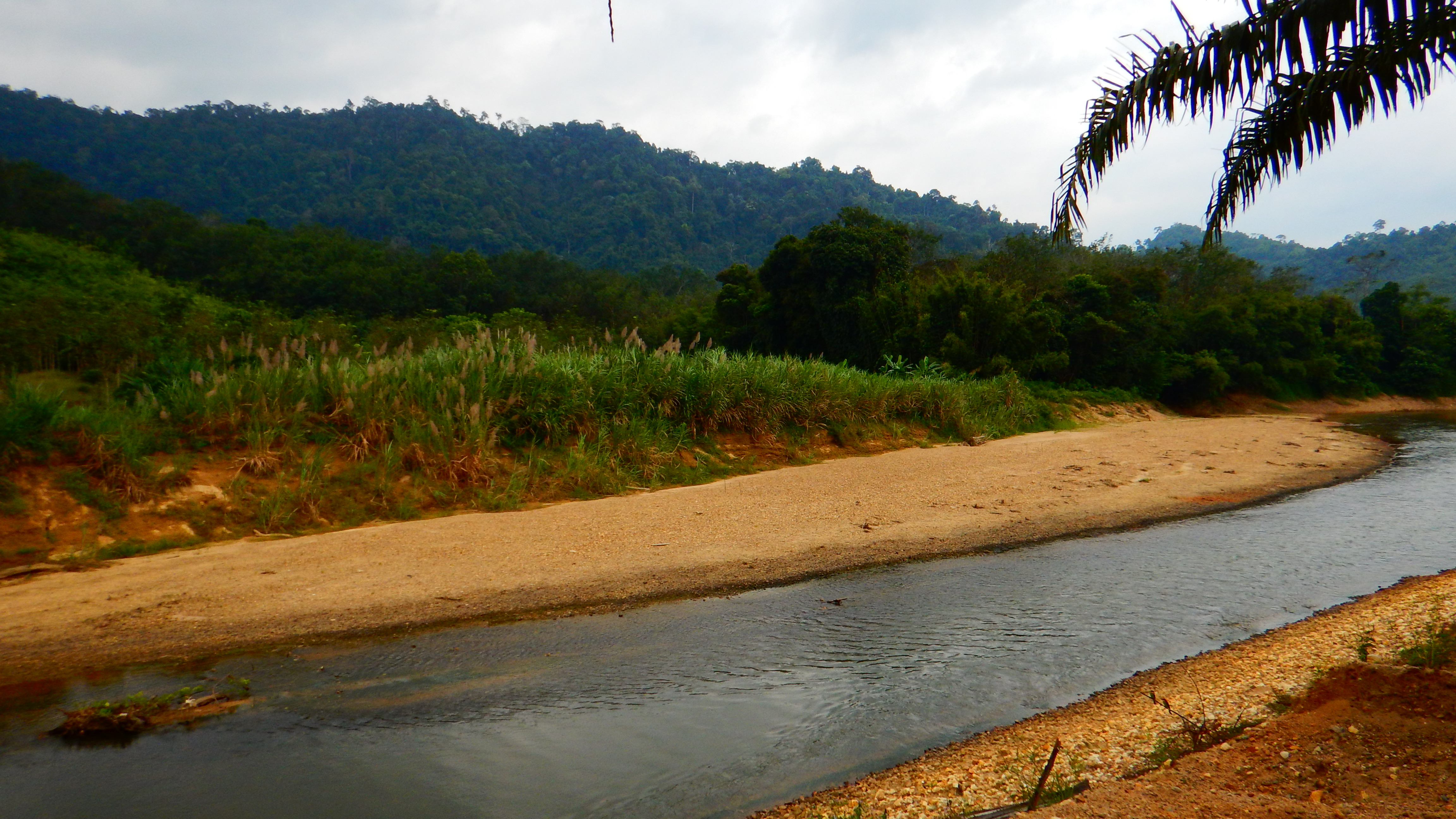

까뽕군은 팡응아주의 행정 구역이다. 이 지역의 총 인구 수는 2005년 기준으로 12963명이다. 인구 밀도는 22.0km2이다.

## 행정 구역
| 번호 | 지명    | 태국어 지명 | 빌리지 | 인구  |  |
| 1.   | Kapong  | กะปง        | 4      | 1,785 |  |
| 2.   | Tha Na  | ท่านา        | 4      | 3,819 |  |
| 3.   | Mo      | เหมาะ       | 4      | 2,311 |  |
| 4.   | Le      | เหล         | 6      | 2,579 |  |
| 5.   | Rommani | รมณีย์        | 4      | 2,469 |  |

|  | 이 글은 지리에 관한 토막글입니다. 여러분의 지식으로 알차게 문서를 완성해 갑시다. |